# William Carruthers
William Carruthers (Moffat, Escócia, 29 de maio de 1830 - Londres, 2 de junho de 1922) foi um botânico escocês. Trabalhou no Departamento de Botânica do Museu Britânico, em Londres de 1859 até à sua aposentadoria em 1895. A partir de 1871 tornou-se o chefe do Departamento.